# Gordon Hodgson
Gordon Hodgson (* 16. April 1904 in Johannesburg, Transvaal, Südafrika; † 14. Juni 1951 in Stoke-on-Trent) war ein aus Südafrika stammender englischer Sportler. Er spielte Fußball professionell, zudem Cricket und Baseball und war in späteren Jahren als Fußballtrainer tätig.
Als Fußballprofi war Hodgson vor allem beim FC Liverpool tätig. Er gilt als einer der bedeutendsten Spieler des Vereins in der Zwischenkriegszeit, die meist von der Dominanz des Lokalrivalen FC Everton geprägt war. Der Angreifer wurde auch als „Antwort auf Dixie Dean“ bezeichnet.

## Leben
Gordon Hodgson wurde 1904 als Sohn englischer Eltern in Johannesburg geboren, das damals Teil des Britischen Empires war. Fußball spielte er zunächst beim FC Transvaal. 1924 bestritt er ein Spiel für die südafrikanische Nationalmannschaft.
Im Jahr 1924 tourte Hodgson auch mit seiner Nationalmannschaft durch England und schlug dabei den FC Liverpool mit 5:2, wodurch der Verein auf ihn aufmerksam wurden. Gemeinsam mit Arthur Riley und Jimmy Gray unterschrieb er im Dezember 1925 einen Vertrag bei den Reds.
Mit seinen Toren brach Hodgson in den folgenden Jahren die Vereinsrekorde. Allein in der Spielzeit 1930/31 erzielte er 36 Saisontore, ein Rekord, der erst von Roger Hunt in den 1970ern gebrochen werden sollte. Sein Bestleistung von 17 Hattricks im Liverpool-Trikot besteht noch immer. Von 1927 bis 1935 war er sieben Mal interner Torschützenkönig des Vereins und wurde nur 1930 von Jimmy Smith übertroffen. Insgesamt erzielte er in 358 First Division-Spielen 233 Tore, was wiederum nur von Roger Hunt übertroffen wird.
In seiner Zeit an der Anfield Road spielte Hodgson außerdem First-Class Cricket für die Grafschaft Lancashire und war im Baseball erfolgreich. Im Cricket brachte er es auf 50 First-Class-Spiele und hätte vermutlich erfolgreicher sein können, doch widmete er sich in erster Linie dem Fußball.
Für die englische Nationalmannschaft war Hodgson aufgrund seiner aus England stammenden Eltern spielberechtigt. Er brachte es im Nationaltrikot auf drei Partien, in denen ihm ein Tor gelang.
Im Januar 1936 wurde der 31-jährige für £3000 an Aston Villa verkauft. Seine professionelle Laufbahn beendete er bei Leeds United, für das er in 82 First-Division-Spielen 51 Tore erzielte, alleine fünf davon in einem Spiel gegen Leicester City. In der Zeit des Zweiten Weltkriegs spielte er als Gastspieler auch für Hartlepools United und York City.
In der Nachkriegszeit arbeitete Hodgson als Trainer des Drittligisten Port Vale, eine Position, die er bis zu seinem Tod innehatte. Er starb 1951 im Alter von 47 Jahren.